# Catholicos d'Arménie

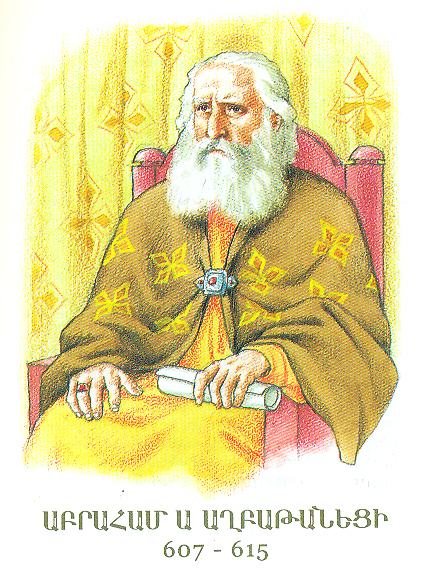
Catholicos Abraham Ier d'Aghbathank

Le titre de catholicos d'Arménie (en arménien կաթողիկոս) est aujourd'hui celui du patriarche de l'Église apostolique arménienne. Ce terme dérive du grec καθολικός (katholikós) signifiant « universel ». Le titre de catholicos est également porté par des primats dans d'autres Églises.
Son usage ne s'impose de manière régulière qu'à partir du début du VIe siècle, aux dépens de celui d'« évêque » ou « grand prêtre », voire d'« archevêque » en cas de consécration d'autres évêques.
Le catholicos de tous les Arméniens qui réside à Etchmiadzin, en république d'Arménie, est considéré comme le chef suprême de l'Église arménienne. Il porte le titre de « patriarche suprême et catholicos de tous les Arméniens ».